# Malviviendo
Malviviendo je španělský internetový seriál z produkce Diffferent, režírovaný Davidem Sáinzem. Poprvé byl uveden 24. listopadu 2008 a s velmi dobrou diváckou odezvou jeho popularita za pár měsíců závratně vzrostla.
V seriálu většinou vystupují neprofesionální herci, kteří společně s ostatními, jež se na natáčení podílejí, pracují bez nároku na honorář.
Děj se odehrává ve fiktivní čtvrti „Los Banderilleros“ ve španělském městě Sevilla. Hlavními hrdiny jsou přátelé chycení v každodenním koloběhu svých „špatných životů“ („malas vidas“), ovlivněném konzumací marihuany a osobními problémy každého z nich.

## Postavy

### Hlavní postavy
- Negro / Jesús Blanco – hraje David Sainz – Negro (hlavní postava) je z Kanárských ostrovů a studuje první semestr filosofie. Prostředky na živobytí získává „prací“ jako „gorrilla“ (stojí na neplacených parkovištích a například za nasměrování řidiče k volnému místu si nesměle vyžádá almužnu) kvůli pocitu viny z finanční závislosti na svých rodičích. Bydlí v karavanu zaparkovaném na ulici a je každodenní kuřák marihuany.

- Zurdo – David Valderrama – Zurdo, nazývaný takto pro svou nešikovnost, je jeden z nejlepších drogových dealerů ve čtvrti. Stále dokola opakuje svou originální hlášku: „Ne jeden, ne dva, ani tři…ale tři…,“ což je jeden ze specifických rysů jeho postavy. Projevuje se u něj velký zájem o ošklivé ženy. Další jeho charakteristikou je, že vždy nosí trička s tematikou různých fotbalových mužstev.

- Khaki – Tomás Moreno – Khaki, nazývaný touto barvou kvůli své bývalé účasti v armádě a oblékání se vždy do staré uniformy, má velmi špatný smysl pro humor a je háklivý na jakoukoliv nabídku pomoci. Byl ve vězení za zabití jiného rekruta v tajném zápase. Právě ve vězení také skončil ochrnutý při jiném souboji, i když lidé říkají, že šlo o uklouznutí ve sprše. Je cholerický a ve všech dílech seriálu odkazuje na melouny.

- Postilla (Jizva) – Carlos Medrano – Jizva je zlodějíček postižený narkolepsií, kterého nemoc přepadává v těch nejméně vhodných momentech (především při útěcích). V prvním díle seriálu podotýká Negro: „Je těžké kombinovat různé nemoci. Hlavně když jsou to kleptomanie a narkolepsie.“

### Vedlejší postavy
- Inspektor Robledo – hraje Daniel Mantero – Nefalšovaná hrozba pro kriminalitu ve čtvrti, ale pouze tehdy, když se nemusí moc unavit. Je to něco neschopného a zkorumpovaného.

- Havran (Cuervo) – José Maldonado – Feťák a Zurdův poručník z mládí. Závislák na drogách, který se stoprocentně odnaučil brát, kromě té „trošky, kterou občas vezme, ale jen aby to lépe snášel“.

- María – Amanda Mora – Zurdova sestra, která utekla z domu ve svých 15 letech. Teď je kadeřnice a hlavní hrdinka erotických představ Jezuse (el negro).

- Rata – Javi Lería – Před příjezdem Negra do Sevilly, byl čtvrtým členem, který se scházel se skupinou hlavních postav seriálu. Jeden den bez vysvětlení zmizel, pravděpodobně aby se schoval před někým komu dlužil peníze, dříve se totiž věnoval ilegálním sázkám a prodeji vstupenek. V seriálu se objeví v desátém dílu první série, aby oslavil „svůj definitivní návrat.“

- Barbara – Carolina León – Opravdová vaginální hadí žena, proslavená zásobováním drogami celé čtvrti, dováženými přímo z Maroka v jejím nitru.

- Mateo – Manuel Noguera – Nadopovaný tanečník se zlatou medailí. Říká, že je bývalý tanečník z American Ballet Theatre, momentálně hnijící jako „gorrilla“ kvůli soudnímu sporu kvůli drogám. Právě on zasvětil Negra do profese „parkovačů aut“.

- Almeja – Manuel Aragón – Notorický šejdíř a král čachrování v celé čtvrti. Chráněný hajzlík Mula, jehož hlavním zájmem je vydělat peníze na sázkách všeho typu nehledě na to, jsou-li zákonné, či ne.

- Puto (Píčus) – Carlos Lee Ferrer – Další postava z Kanárských ostrovů, přítel Negra, šlapka čtvrti. V jednom díle má zápas ve fackovacím boxu.

- Ramón "El Gordo" – Manuel Pérez – Je to slavný obchodník s marihuanou, známý v městečku Merysvilla. Měl nevyřízenou záležitost s hlavními postavami seriálu, protože mu ukradli pytel cannabis. Ve čtvrti se vypráví mnoho fám o nadměrné velikosti jeho reprodukčního orgánu, kvůli čemuž nepoznal mnoho žen. Vyjma Conchi, které způsobil invalidní postižení. Od osmého dílu začne chodit s Barbarou.

- Verónica – Verónica Hontoria – Známá prostitutka ve čtvrti, která pomohla Jizvovi z vězení.

- Joaquín Moruno – Manuel Durán – Rváč vedený Mulem, který pomáhal Almejovi v nebezpečných situacích před jeho nepovedeným pokusem o útěk z vězení.

- El Mulo – Carlos Vega – Bývalý seržant armády, z níž byl vyloučen po Khakiho incidentu v tajném zápase, jehož byl organizátorem. Nyní trpí zdravotním postižením od pasu dolů způsobený Khakim jako pomsta.

- Juan „El Esparto“ – Daviz Muñoz – Přátelský, soucitný, velkorysý, ale známý rovněž svou otravností. Zajímá se o buddhismus.

- Tony, „El Rata“ – Javi Lería – Davný kamarád Zurda, Kakiho a Jizvy před příchodem Negra. V Latinské Americe je známý pod jménem Julio Roberto Mata díky roli v telenovele Plameny vášně. Poprvé se v seriálu objeví v posledním dílu 1. řady. Často něčím překvapuje a na otázky pídící se po vysvětlení jeho podivného chování nejčastěji odpovídá: „Na to se mě neptej.“

## Epizody

### 1.série
| Díl | Název dílu                                       | Díl paroduje                                                                | Délka |
| --- | ------------------------------------------------ | --------------------------------------------------------------------------- | ----- |
| 1   | Me llaman Negro (Říkaj mi Negro)                 | seriály Dexter (úvodní znělka) a Jmenuju se Earl                            | 15:47 |
| 2   | La cosecha (Sklizeň)                             | americký seriál Rodina Sopranů (úvodní znělka)                              | 23:08 |
| 3   | El próximo antes de ayer (Příští předevčerejšek) | seriál Ztraceni (úvodní znělka), film Memento                               | 23:02 |
| 4   | Chair Driver                                     | americký seriál Alf (úvodní znělka), britský film Snatch                    | 25:31 |
| 5   | Callejosos                                       | španělský pořad Callejeros vysílaný na kanálu Cuatro                        | 28:10 |
| 6   | Cuentos y leyendas (Báje a pověsti)              | sci-fi seriál Akta X (úvodní znělka), film 28 týdnů poté                    | 27:06 |
| 7   | Módulo Tres (Třetí blok)                         | americký seriál Útěk z vězení                                               | 28:28 |
| 8   | No girls                                         | americký seriál Sex ve městě (úvodní znělka)                                | 39:50 |
| 9   | Cicatrices (Staré šrámy)                         | seriál The Brady Bunch (úvodní znělka) a filmy Trainspotting a Pulp Fiction | 42:40 |
| 10  | Se vende (Na prodej)                             | seriál Městečko South Park (úvodní znělka)                                  | 42:04 |

### 2.série
| Díl | Název dílu                                                            | Díl paroduje | Délka |
| --- | --------------------------------------------------------------------- | --- | ----- |
| 1   | La verdadera historia de Jesús Blanco (Pravdivý příběh Jesuse Blanca) | americký seriál Boardwalk Empire (úvodní znělka)                                                                    | 21:49 |
| 2   | Fumar juntos, morir solos (Hulit spolu, zemřít sami)                  | britský seriál The IT Crowd (úvodní znělka)                                                                         | 20:25 |
| 3   | Mi amigo Walt (Můj přítel Walt)                                       | britský seriál Misfits: Zmetci (úvodní znělka), hudební skupinu Backstreet Boys, filmy E.T. – Mimozemšťan a Počátek | 25:55 |
| 4   | Mala vida sana (Špatný zdravý život)                                  | Jak jsem poznal vaši matku (úvodní znělka)                                                                          | 23:54 |
| 5   | 23 días en Los Banderilleros (23 dní v Banderiérech) (1. část)        | španělský pořad 21 días                                                                                             | 29:45 |
| 6   | 23 días en Los Banderilleros (23 dní v Banderiérech) (2. část)        | španělský pořad 21 días, film REC a telenovelu Plameny vášně (Pasión de Gavilanes)                                  | 27:28 |
| 7   | Amapolas vs Jaramagos                                                 | Growing Pains (úvodní znělka)                                                                                       | 26:22 |
| 8   | Amor y Muerte (Láska a smrt)                                          | americký seriál Perníkový táta (úvodní znělka)                                                                      | 34:27 |
| 9   | Negra navidad (Černé Vánoce)                                          | americký seriál Mad Men (úvodní znělka)                                                                             | 31:19 |
| 10  | 13.000€                                                               | americký seriál Tráva (úvodní znělka)                                                                               | 34:46 |

### Miniepizody
- Kazakievo
- Puto destino puto
- Mortal Topic
- Mortal Topic 2: Salvar al soldado Pardo